# 冬うらら
「冬うらら」（ふゆうらら）は、北原愛子の8枚目のシングル。

## 解説
- 前作「DA DA DA」から約半年ぶりの新曲で、実質2枚目のアルバム『Message』の先行シングルとなる。
- 『Sun rise train／君の描くその未来』以来、冬でリリースのシングル。

## 収録曲
1. 冬うらら
  - 作詞：北原愛子／作曲：大野愛果／編曲：葉山たけし
2. 優しい風
  - 作詞：北原愛子／作曲：宝仙明伽音／編曲：尾城九龍
3. 君の側にいたいだけ
  - 作詞：北原愛子／作曲：金子奈未／編曲：corin.
4. 冬うらら-instrumental-

## タイアップ
- TBS系「8時です!みんなのモンダイ」エンディングテーマ（#1）